# Arnold Orowae
Arnold Orowae (* 15. Juni 1955 in Aiopa; † 27. Dezember 2024 in Wabag, Enga Province) war ein papua-neuguineischer Geistlicher und römisch-katholischer Bischof von Wabag in Papua-Neuguinea. 

## Leben
Arnold Orowae empfing am 14. Dezember 1983 die Priesterweihe.
Papst Johannes Paul II. ernannte ihn am 14. Dezember 1999 zum Titularbischof von Gisipa und zum Weihbischof in Wabag. Die Bischofsweihe spendete ihm der Bischof von Wabag, Hermann Raich SVD, am 4. März 2000; Mitkonsekratoren waren Stephen Reichert OFMCap, Erzbischof von Madang, und Michael Meier SVD, Erzbischof von Mount Hagen. 
Am 19. Oktober 2004 ernannte ihn Johannes Paul II. zum Koadjutorbischof von Wabag. Nach der Emeritierung Hermann Raichs SVD folgte er diesem am 30. Juni 2008 im Amt des Bischofs von Wabag nach.
Arnold Orowae war von 2014 bis 2017 Vorsitzender der Bischofskonferenz von Papua-Neuguinea und der Salomon-Inseln.
Er starb im Dezember 2024 in Wabag, Enga Province im Alter von 69 Jahren.